# 郑晓沧
郑晓沧（1892年9月27日—1979年3月12日） ，又名宗海，男，浙江海宁人，中国教育史学家。

## 生平
1892年9月27日生于浙江省海宁县盐官镇。童年入私塾，1905年14岁中秀才。1906年入浙江高等学堂预科，1909年，升入正科，1912年毕业后考入北京清华学校。1914年，北京清华学校文科毕业后赴美，在美国威斯康辛大学攻读教育学专业，1916年获学士学位。1916-1918年，在美国哥伦比亚大学师范学院攻读教育学，师承约翰·杜威教授，获教育学硕士学位。1918年回国，历任南京高等师范学校（1921年后改称东南大学）教育学教授，曾兼东南大学附小主任。1925年7月至1927年3月任浙江省立女子中学校长，后任浙江省教育厅科长、江苏省教育厅科长等职。1928年任第四中山大学（1928年5月改称国立中央大学）教育科教授兼教育学院院长。1929年8月起在浙江大学工作，创办教育系，任系主任，后又任教务长、龙泉分校主任、师范学院院长、研究院院长及代理校长等。1952年院系调整后，任浙江师范学院、杭州大学教授。1962年，任浙江师范学院院长。1964年任杭州大学教授、顾问。1979年3月12日病逝于杭州。

## 家族
祖父郑祖绳，经商。父郑功懋，字樊侯，清光绪二十三年（1897年）举人，1912年任第一届浙江省省议会议员。

## 社会兼职
曾任第二届全国政协特邀代表、第三至五届全国政协委员，政协浙江省二届委员会常委、省政协文史资料委员会委员，浙江省教育学会会长、名誉会长，中国民主促进会中央委员会委员，中国民主促进会浙江省筹备委员会委员和第一届委员会常委等职。

## 著作
- 《教育概论》
- 《教育原理》
- 《英美教育书报指南》（商务印书馆，1925 年）
- 《修学指导》（商务， 1923 年）
- 《初级中学之职能》（商务， 1924 年）
- 《予之教育信条》（译著，《新教育》1920 年第二期）
- 《儿童与教材》（译著，中华书局， 1921 年）
- 《人生教育》（译著，商务，1920年）
- 《设计组织小学课程论》（译著，商务， 1922 年）
- 《教育之科学的研究》（译著，商务， 1924 年）
- 《修学效能增进法》（译著，商务， 1922 年）
- 《东方白》（译著，商务， 1947 年）
- 《小妇人》(译著)
- 《好妻子》(译著)
- 《小男儿》(译著)
- 《新时代的黎明》
- 《英国文学史纲要》
- 《中国插图教科书溯源》
- 《中国具有教育意义书籍附用绘图之历史的研究》
- 《浙江两级师范和第一师范史志要》
- 《林启在浙江教育史上的地位》
- 《颜元的教育思想》
- 《大作曲家列传》（上海万叶书店， 1951年）
- 《流离集》(诗集)
- 《栗庐诗集》